# アルプフーベル

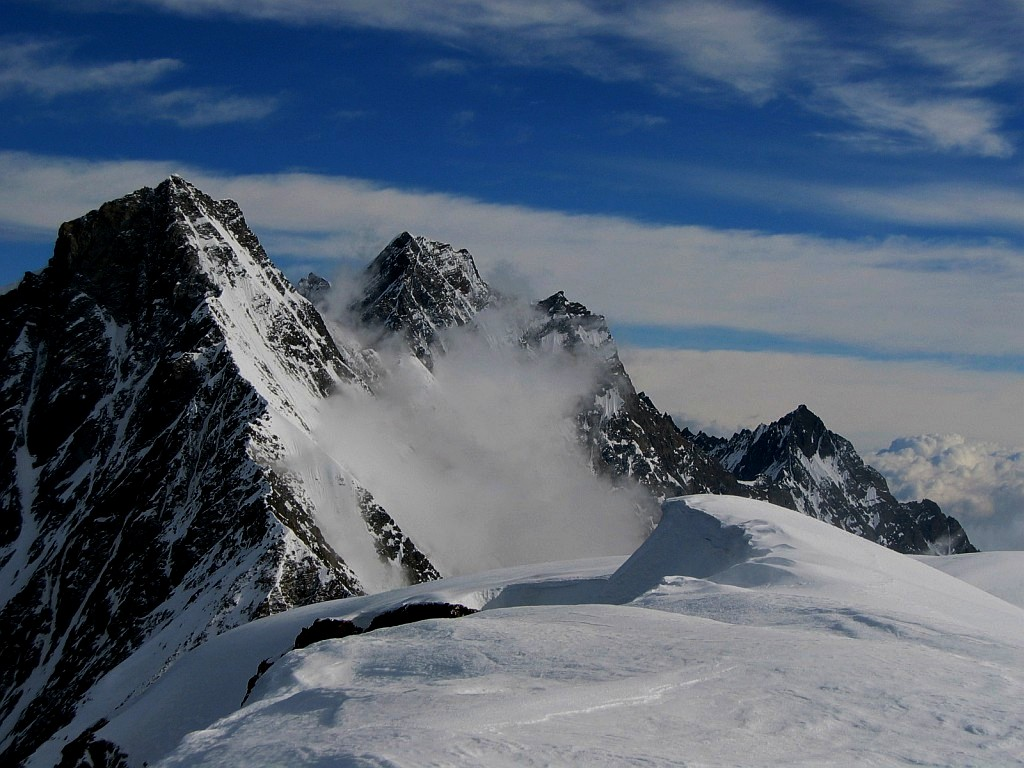
アルプフーベル山頂から見たテッシュホルンとドーム山

アルプフーベル（独: Alphubel、4206m）は、スイスのペンニネアルプス山脈の山。ヴァレー州のツェルマット谷とザース谷のあいだに位置する。最高峰のドーム山 (4545m) をはじめとするミスハーベル山系の一郭をなす。山頂は東側のフェー氷河の一部である、広大な氷雪の高原からなる。山の西側はそれより岩がちで、切り立っている。ヴァインガルテン湖を見渡せる。
最も近い村はツェルマットの北にあるテッシュと、ザースフェーである。
初登頂は1860年8月9日に、レズリー・スティーヴンとT・W・ヒンチフが案内人のメルヒオール・アンデレックとペーター・ペーレンとともに、テッシュから南東の尾根を伝って達成した。